# Коломинское сельское поселение
Коломинское се́льское поселе́ние — муниципальное образование в Чаинском районе Томской области Российской Федерации.
Административный центр — село Коломинские Гривы.

## История
Статус и границы сельского поселения установлены Законом Томской области от 10 сентября 2004 года № 205-ОЗ «О наделении статусом муниципального района, сельского поселения и установлении границ муниципальных образований на территории Чаинского района»
В 2014 г. упразднена деревня Петрово.

## Население
| 2002  | 2010  | 2012  | 2013  | 2014  | 2015  | 2016  |
| ----- | ----- | ----- | ----- | ----- | ----- | ----- |
| 377   | ↗2490 | ↘2432 | ↘2372 | ↘2325 | ↘2294 | ↘2271 |
| 2017  | 2018  | 2019  | 2020  | 2021  |       |       |
| ↘2261 | ↘2245 | ↘2213 | ↗2245 | ↘2091 |       |       |

## Состав сельского поселения
| № | Населённый пункт  | Тип населённого пункта       | Население |
| - | ----------------- | ---------------------------- | --------- |
| 1 | Васильевка        | село                         | ↘19       |
| 2 | Коломино          | село                         | ↗71       |
| 3 | Коломинские Гривы | село, административный центр | ↘686      |
| 4 | Леботёр           | село                         | ↗608      |
| 5 | Новоколомино      | село                         | ↘248      |
| 6 | Обское            | село                         | ↘459      |